# Perisades V
Perisades V  fue un rey del Bósforo que reinó de aproximadamente el 140/125 al 107 a. C.

## Origen
El origen de Perisades V es impreciso: fue o hijo de Espártoco VI o de su hermano y rey asociado Leucón III, o incluso de Perisades IV.

## Reinado
Perisades V fue el último rey de su linaje. Durante su reinado, el reino del Bósforo fue amenazado gravemente por la presión de las tribus escitas del interior conducidos por el rey Saumaco, que estaban bajo la presión del pueblo sármata de los roxolanos.
Incapaz de hacer frente al peligro, solicító ayuda al rey Mitrídates VI del reino del Ponto y le ofreció su reino. Mitrídates VI le envió tropas bajo el mando de su general Diofanto. Entre los años 110 y 107, en el curso de cuatro campañas,repelió a los escitas. Saumaco,  vencido,  fue enviado cautivo al Ponto, pero Perisades V fue matado durante los combates y Mitrídates VI quedó como único rey del Bósforo Cimerio.